# Ammophila gracillima
Ammophila gracillima es una especie de avispa del género Ammophila, familia Sphecidae.

## Taxonomía
Fue descrito por primera vez en 1869 por Taschenberg.